# Margarita de Passavant
Margarita de Nully (en francés: Marguerite de Nully) también conocida como Margarita de Passavant, fue la señora hereditaria de Passavant, Akova y Mitopoli en el Principado de Acaya, en la Grecia franca.

## Biografía
Margarita, nació algún tiempo antes de 1240, era la hija de Juan de Nully, barón de Passavant y mariscal de Acaya, y de una hermana de Gutierre de Rosières, el barón de Akova. Dado que Gutierre de Rosières no tenía hijos, Margarita era la heredera conjunta de ambas baronías. Su primer matrimonio fue con Guibert de Cors, quien fue asesinado en la batalla de Karydi en 1258.
En 1261 fue enviada como rehén a la corte bizantina de Constantinopla, a cambio de la liberación del príncipe Guillermo II de Villehardouin y la mayoría de sus nobles, que habían sido capturados en la batalla de Pelagonia en 1259.  Margarita permaneció en la corte bizantina hasta alrededor de 1275, tiempo durante el cual Passavant se perdió ante los bizantinos, y su tío Gutierre murió (alrededor de 1273).
A su regreso al Principado, trató de reclamar la herencia de su tío, pero le fue negada, ya que según la ley feudal aquea, cualquier heredero tenía que llevar su reclamo al menos dos años y dos días a partir de la muerte del último titular, o la reclamación se perdería. Como Margarita había retrasado su llegada, el príncipe Guillermo ya había confiscado la Baronía de Akova. Las reclamaciones de Margarita se convirtieron en el objeto de una célebre disputa legal, que fue adjudicada en un parlamento establecido en Glarentza, probablemente en 1276. Siguiendo el consejo de sus partidarios, se casó con Juan de Saint Omer, el hermano menor del influyente señor de Tebas, Nicolás II de Saint Omer, para promover sus reivindicaciones. En el evento, el parlamento se pronunció a favor del príncipe, pero Guillermo no obstante cedió un tercio de la baronía (ocho feudos) a Margarita y Juan, mientras que el resto, junto con la fortaleza de la misma Akova, se convirtió en un feudo de la hija más joven de Guillermo, Margarita.